# Грабуостас
Грабуостас (лит. Grabuostas) — озеро на востоке Литвы, расположено на территории Молетского района. Принадлежит бассейну Вилии и Немана.
Расположено на высоте 168,4 метра над уровнем моря. Находится в 9 км к юго-западу от города Молетай. Имеет сложную форму, вытянуто с запада на восток. Длина озера составляет 2,2 км, ширина до 0,45 км. Площадь водной поверхности — 0,671 км². 
В западной части озера — большой остров (длина 640 м, площадь 13,5 га), в восточной части — маленький остров (площадь 0,4 га). Наибольшая глубина составляет 21 м, средняя — 5,4 метра. Берега высокие, местами заросшие лесом. Площадь водосбора озера — 8,4 км². В Грабуостас впадает ручей, вытекающий из озера Амбразишкю. Из северной части озера вытекает река Грабуоста (приток Сесартиса).
На берегу озера расположены деревни Жалваряй и Садаускай.